# جيمس في. ماكونيل
جيمس في. ماكونيل (بالإنجليزية: James V. McConnell)‏ هو عالم أحياء وعالم أعصاب أمريكي، ولد في 26 أكتوبر 1925، وتوفي في 9 أبريل 1990.